# Obchodování s emisemi

Mapa světa ukazující státy, které obchodují s emisemi (zeleně), je zavedena uhlíková daň (modře) a které něco z toho zvažují (žlutě) podle stavu z roku 2021.

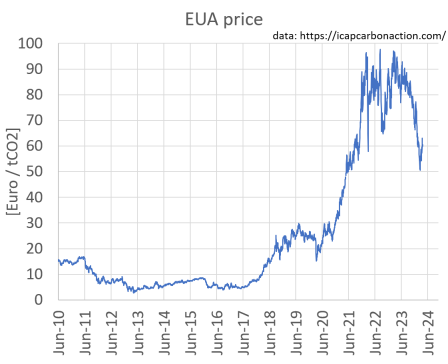
Čtvrtá fáze obchodování s emisemi EU začala s počátkem roku 2021 a ceny se tím prudce zvýšily.

Cena v NZD za tunu emisí oxidu uhličitého na Novém Zélandu.

Obchodování s emisemi je vládou řízený tržní přístup, který se používá pro řízení znečištění tím, že poskytuje hospodářské pobídky pro dosažení snížení emisí znečišťujících látek. Různé země, skupiny společností a státy přijaly systémy obchodování s emisemi jako jednu ze strategií pro zmírnění změny klimatu tím, že řeší emise skleníkových plynů mezinárodně. K roku 2016 obchodování s emisemi či uhlíková daň dohromady pokrývaly zhruba jen 13 % světových emisí.
Ústřední orgán (obvykle vládní orgán) stanoví limit nebo strop na množství znečišťujících látek, které mohou být emitovány. Limit nebo strop je přidělen a nebo prodáván ústředním orgánem podnikům v podobě tzv. emisních povolení k vypouštění emisí, které představují právo vypouštět určitý objem určené znečišťující látky. Povolení (a případně i deriváty povolení) pak mohou být obchodovány na sekundárních trzích. Příkladem je Systém pro obchodování s emisemi Evropské unie (EU ETS) především v podobě povolenek EU, Kalifornské schéma v kalifornských povolenkách, Novozélandský systém na Novém Zélandu a australské schéma v australských jednotkách. Firmy musí držet počet povolení (nebo povolenek nebo uhlíkových kreditů) ekvivalentní množství jejich emisí. Celkový počet povolení nesmí překročit strop, omezený na tuto úroveň celkovými emisemi. Firmy, které potřebují zvýšit svůj objem emisí, musí koupit povolení od těch, kteří vyžadují méně povolení. Cenu povolenek tak mohou ovlivňovat i spekulace. Cena povolenek za stejné emise se pak v různých částech světa několikanásobně liší.
Přenos povolení je označována jako obchod. Ve skutečnosti kupující platí poplatek za znečišťování, zatímco prodávající získá odměnu za snížení emisí. Teoreticky podle informací z roku 1972 tak učiní ti, kteří mohou snížit emise nejlevněji, čím se dosáhne snížení znečištění za co nejnižší náklady pro společnost.

## Druhy
Existují aktivní obchodovací programy pro několik látek znečišťujících ovzduší.
Spojené státy americké mají vnitrostátní národní trh ke snížení kyselých dešťů a několik regionálních trhů pro oxidy dusíku. Roku 1990 byl přijat „Clean Air Act“ a roku 1995 zahájeno obchodování s emisemi oxidu siřičitého.
Pro skleníkové plyny je největší systém Evropské unie Systém pro obchodování s povolenkami na emise skleníkových plynů, jehož cílem je zabránit nebezpečné změně klimatu. Systém má 4 fáze. Fázi I (2005–2007; z důvodu nadměrné alokace povolenek rozdáváním zdarma, spadla jejich cena na nulu), fázi II (2008–2012), fázi III (2013–2020; roku 2013 se již 40 % povolenek draží) a fázi IV (2021–2030). Strop a obchod poskytuje soukromému sektoru pružnost potřebnou ke snížení emisí a zároveň povzbuzení technologických inovací a ekonomického růstu.

## Příklady
Auto i elektromobil vyprodukuje za svůj životní cyklus zhruba emise ekvivalentní 20 tunám oxidu uhličitého. Při ceně povolenky 50 EUR za tunu je hodnota povolenek zhruba 25 tisíc Kč, což netvoří ani desetinu nákladů na koupi a provoz automobilu.

## Další čtení
- Constanze Haug, Michel Frerk and Marissa Santikarn. Towards a global price on carbon: Pathways for linking carbon pricing instruments [online]. adelphi, 2015 [cit. 2015-06-11]. Dostupné online.
- Camille Serre. Emissions Trading Worldwide: International Carbon Action Partnership (ICAP) Status Report 2015 [online]. International Carbon Action Partnership, ICAP, 2015 [cit. 2015-03-14]. Dostupné online.
- Yujie Lu, Qingbin Cui, Xinyuan Zhu. Effectiveness and equity implications of carbon policies in the United States construction industry. Building and Environment. Elsevier Ltd., 2012, s. 259–269. doi:10.1016/j.buildenv.2011.10.002.
- DuPont, Kyle. Cities and Climate Change Mitigation: Case Study on Tokyo's Emissions Trading System [online]. Commissioned by Urban Development and Local Government Unit, World Bank, 2010 [cit. 2012-11-22]. Dostupné online.
- Lin Feng and Jason Buhi. Emissions Trading Across China: Incorporating Hong Kong and Macau into an Urgently Needed Air Pollution Control Regime Under 'One Country, Two Systems'. Florida State University Journal of Transnational Law & Policy, Vol. 19, 2009. 2009.
- Gilbertson, T. and O. Reyes. Carbon Trading: how it works and why it fails [online]. Dag Hammarskjöld Foundation, 1 November 2009 [cit. 2010-05-14]. Dostupné v archivu pořízeném dne 2017-08-25.
- Reinaud, J. and C. Philibert. Emissions trading: trends and prospects [online]. International Energy Agency website, 22 November 2007 [cit. 2010-05-12]. S. 43. Dostupné v archivu pořízeném dne 2010-06-15.
- IEA. Act Locally, Trade Globally- Emissions Trading for Climate Policy [online]. International Energy Agency (IEA), Head of Publications Service, 9 rue de la Fédération, 75739 Paris Cedex 15, France, 2005 [cit. 2010-05-12]. S. 236. Dostupné v archivu pořízeném dne 2010-06-15.
- Environmental Markets: Equity and Efficiency [online]. Redakce Chichilnisky C.. Print version: Columbia University Press, New York, Chichester, West Sussex. Web version: Graciela Chichilnisky's website, 2000 [cit. 2010-05-12]. Dostupné v archivu pořízeném dne 2010-04-17.
- Norregaard, J. and V. Reppelin-Hill. Taxes and Tradable Permits as Instruments for Controlling Pollution: Theory and Practice. Working Paper No. 00/13 [online]. International Monetary Fund, Fiscal Affairs Department, 1 January 2000 [cit. 2010-05-12]. Dostupné online.